# Сураханы (нефтегазовое месторождение)
Сураханы (азерб. Suraxanı neft yatağı) — нефтегазовое месторождение в Азербайджане. Находится в 16 км к северо-востоку от Баку. Глубина дна на месторождении меняется в пределах 70-75 м под уровнем Каспийского моря. Месторождение включает в себя 2503 скважины.

## История
Разработка месторождения началась 24 августа 1904 года. Суточная добыча составила 35 тонн нефти. Пик добычи нефти пришёлся на 1931 год. За период эксплуатации на месторождении было добыто около 115 млн тонн нефти и более 10 млрд кубометров газа.
16 августа 2005 года вступило в силу соглашение между ГНКАР (Азербайджан) и Rafi oil (ОАЭ) о разведке, реабилитации, разработке и долевом распределении добычи с месторождения. На тот период остаточные запасы месторождения составляли 6 млн. 822 тыс. тонн нефти.
С 2007 года бурением на месторождении занимается компания «Gulf Drilling Azerbaijan». В январе-августе 2008 года с месторождения было добыто 96,6 тыс. тонн нефти.
Добыча нефти на месторождении к 1 января 2011 года составила 115,5 млн тонн.